# 新・仁義なき戦い。
『新・仁義なき戦い。』（しん・じんぎなきたたかい。）は、大阪を舞台にした2000年11月25日公開にされたヤクザ映画である。阪本順治監督。

## 作品について
深作欣二監督「仁義なき戦い」のリメイクとしながらも、舞台を広島から大阪に移し、抗争も現代的な駆け引きを中心とした全く異なるストーリーとなっている。
深作監督は、公開当時の宣伝用コメントや、各媒体インタビューで「自分が撮ったものとは違うが、これはこれでいい」という旨のコメントをしている。
本作を観た梅宮辰夫は「あまりにも話が暗くてつまらなかった。よっぽど監督や役者の事務所に怒鳴り込もうかと思ったくらい。それを文太さんに伝えたら『お前もそう思うか！　２人で怒鳴り込みに行けば良かったな』って言ったくらいだ」とコメントしている。
また停電のシーンや蟹を食べるシーンなど、随所に深作版のオマージュとも取れる演出が施されている。
キャッチコピーは、俺は生きざま、こいつは死にざまや。
興行収入は2.0億円。

## あらすじ
日本最大の暴力団・三代目佐橋組組長松井和久が急死した。若頭の溝口武雄（織本順吉）が跡目を辞退し、跡目となる者の決定には80人の直系組長の同意を得ることを条件として提示した。跡目争いで若頭補佐の粟野和市（岸部一徳）と若手実力者の中平淳史（佐藤浩市）の関係が悪化。そんな中、粟野組幹部の門谷甲子男（豊川悦司）は幼馴染のコリアン実業家の栃野昌龍（布袋寅泰）と再会し、組の抗争へと巻き込まれていく。

## キャスト
- 三代目左橋組粟野組幹部 門谷甲子男：豊川悦司
- 栃野昌龍（洪昌龍）：布袋寅泰
- 三代目佐橋組若頭補佐 中平組組長 中平淳史(粟野和市と兄弟分)：佐藤浩市
- 三代目左橋組若頭補佐 粟野組組長 粟野和市：岸部一徳
- 三代目左橋組粟野組門谷組組員 山下鉄雄：村上淳
- 三代目佐橋組若頭補佐 斎木保：小沢仁志
- 三代目左橋組粟野組幹部 松田安蔵：松重豊
- 遠山鯛一郎(中平淳史と兄弟分)：大和武士
- 韓秀国：哀川翔
- 登美子(三代目左橋組若頭補佐粟野の妻)：早乙女愛
- 椿(栃野昌龍の妻)：余貴美子
- 三代目左橋組若頭 溝口武雄：織本順吉
- 三代目左橋組舎弟頭(→三代目左橋組組長代行) 宮松司郎：曽根晴美
- 三代目左橋組粟野組若頭 篠崎正彦：志賀勝
- 大阪府警マルボウ刑事 梶原治：佐川満男
- 三代目左橋組粟野組門谷組組員 三つ馬浩：川上泳
- 三代目左橋組粟野組門谷組組員 伊田泰治：水上竜士
- 山下鉄雄の妹 君子：中本奈奈
- 韓建基(韓秀国の弟)：俊藤光利
- 友田三郎：康すおん
- 三代目左橋組粟野組門谷組組員 高石晋：衣笠友章
- 三代目左橋組粟野組門谷組組員 杉孝夫：浜田学
- 千藤芳彦：平井賢治
- 小石彰一：井川修司
- 粟野幹二(三代目左橋組若頭補佐粟野和市の弟)：大地義行
- 三代目左橋組舎弟 池田順次：岩尾正隆
- 黒岩：谷口高史
- 田丸厳：村木勲
- 三代目左橋組舎弟 島津猛：野口貴史
- 虎水：榎田貴斗
- 国松愛二：武井三二
- 戸田孝夫：福本清三
- 門谷の母：春藤真澄
- 栃野の父：細川純一
- 栃野の母：鈴川法子
- 中川：本山力
- 山本：芳野史明
- マスター：小峰隆司
- 斎木のボディガード：杉山幸晴

## スタッフ
- 監督：阪本順治
- 企画：黒澤満、松田仁
- プロデューサー：厨子稔雄、豊島泉、椎井友紀子
- 原作：飯干晃一（角川書店刊）
- 脚本：高田宏治
- 音楽監督：布袋寅泰
- 撮影：笠松則通
- 照明：杉本崇
- 美術：秋好泰海
- 録音：立石良二
- 編集：荒木健夫
- 助監督：中川裕介
- 記録：森村幸子
- 整音：竹本洋二
- 装置：増田道清
- 装飾：極並浩史
- 背景：西村三郎
- 衣裳：石倉元一
- 美粧：諸鍛治恵子
- 結髪：西村恵美子
- 助監督：東伸児、山本滋春、相木悟
- 撮影効果：村瀬治久
- 音響効果：和田秀明、荒木祥貴
- 進行：川口彩都美、清水知徳
- 衣裳デザイナー：武内一志（豊川悦司・布袋寅泰）
- ヘアメイク：小林真之、田村みずほ（布袋寅泰）
- 衣裳コーディネーター：有吉麻美、下村由香
- 擬斗：土井淳之祐
- 方言指導：尾崎麿基
- 韓国語指導：金度演、崔哲浩
- 火薬効果：パイロテック
- 劇用車：小野順一、土橋淳史
- 演技事務：山下義明
- スチール：佐藤俊一
- 「仁義なき戦いのテーマ」作曲：津島利章　編曲：布袋寅泰
- 「新・仁義なき戦いのテーマ」作曲：布袋寅泰
- 主題歌：布袋寅泰「BORN TO BE FREE」作詞・作曲：布袋寅泰
- 音楽エンジニア：伊藤圭一
- 企画協力：山之内幸夫
- キャスティング：葛原隆康
- 進行主任：佐藤鋼太
- 協力：毎日放送
- 衣裳協力：MEN'S MELROSE / MEN'S BIGI / MEN'S TENORAS CALZTURE UOMO / 株式会社ナプス
- 製作：東映ビデオ、東映衛星放送
- 配給：東映

## 受賞
- 第24回日本アカデミー賞 新人俳優賞（布袋寅泰）[4]
- 第74回キネマ旬報ベスト・テン 日本映画監督賞
- 第22回ヨコハマ映画祭 助演男優賞（村上淳）[5]
- 第13回日刊スポーツ映画大賞 監督賞

## 映画音楽
音楽監督は布袋寅泰が務めた。津島利章作曲による旧版テーマ曲のアレンジ・再録音の他、本作オリジナルのテーマ曲「新・仁義なき戦いのテーマ（BATTLE WITHOUT HONOR OR HUMANITY）」等を作曲。
映画監督のクエンティン・タランティーノは『仁義なき戦いシリーズ』及び深作欣二監督を敬愛しており、なおかつ本作の新テーマ曲を大変気に入り、映画『キル・ビル』のテーマ曲としてそのまま使用したのを機に、世界の各放送媒体、イベント等で使用されるようになった。テレビのスポーツ番組での「対決」をコンセプトとした部分に使用されたり、テレビ朝日系列の野球日本代表試合中継、MLB・ニューヨークヤンキースの松井秀喜選手の打席に向かう際のテーマへの起用、さらに桜塚やっくんの出囃子など、幅広く使われている。

## 主なロケ地
- 中山製鋼所付近
- 桃谷駅付近
- でんでんタウン（日本橋）

## サントラCD
- 新・仁義なき戦い。 そしてその映画音楽（2000年11月29日 EMIミュージック・ジャパン TOCT-24530）

## DVD
| 発売日        | タイトル           | 規格 | 品番       |
| ------------- | ------------------ | ---- | ---------- |
| 2001年8月10日 | 新・仁義なき戦い。 | DVD  | DSTD-02016 |

※DVDは2006年12月8日に期間限定出荷の廉価版として再発された後、2014年10月10日に「東映 ザ・定番」として継続的な廉価版として再発されている。Blu-rayは未発売。

## ノベライズ
- 松本賢吾『新・仁義なき戦い。』（2000年11月1日、角川書店）ISBN 978-4043559015
原作：飯干晃一　ベーシックストーリー：高田宏治、坂本順治